# Frugtnektar
 Denne artikel omhandler en betegnelse for en drik. Opslagsordet har også en anden betydning, se nektar.
Frugtnektar er en drik fremstillet af saften fra en eller flere frugter (evt. koncentreret), vand og sukker (evt. honning og/eller sødemiddel).
Brugen af betegnelsen frugtnektar er reguleret i Bekendtgørelse om frugtsaft m.v. Produkter, der i Danmark markedsføres under denne betegnelse, skal således mindst indeholde 25%-50% frugtsaft/frugtpuré (procentsats afhænger af frugttype) og må maksimalt indeholde 200g sukker per liter og frugtindholdet skal angives således: Indhold af frugt: mindst ..%.